# Desni Štefanki
Desni Štefanki – wieś w Chorwacji, w żupanii karlowackiej, w gminie Lasinja. W 2011 roku liczyła 265 mieszkańców.